# Successione complessa
In matematica, una successione complessa è una successione composta da numeri o funzioni complesse.

## Successione numerica
Una successione numerica complessa è una successione di infiniti termini complessi:
{\displaystyle z_{1},z_{2},\dots ,z_{n},\dots }
Si dice che una successione complessa ha limite {\displaystyle z} se per ogni {\displaystyle \varepsilon >0} esiste {\displaystyle n_{0}\in \mathbb {N} }, con {\displaystyle n_{0}>0}, tale per cui:
{\displaystyle |z_{n}-z|<\varepsilon }
quando {\displaystyle n>n_{0}}. Si scrive:
{\displaystyle \lim _{n\to \infty }z_{n}=z}
Geometricamente questo significa che, per valori sufficientemente grandi di n, i punti {\displaystyle z_{n}} si trovano tutti all'interno di un intorno circolare di centro {\displaystyle z} e raggio {\displaystyle \varepsilon }.
Supposto che i termini della successione siano {\displaystyle z_{n}=x_{n}+i\cdot y_{n}} e il limite sia {\displaystyle z=x+i\cdot y}, allora si ha:
{\displaystyle \lim _{n\to \infty }z_{n}=z}
se e solo se:
{\displaystyle \lim _{n\to \infty }x_{n}=x\qquad \lim _{n\to \infty }y_{n}=y}
cioè se la parte reale ed immaginaria dei termini della successione tendono singolarmente alla parte reale ed immaginaria del limite.
Infatti, quando {\displaystyle n>n_{1}} e quando {\displaystyle n>n_{2}} le due successioni reali soddisfano rispettivamente:
{\displaystyle |x_{n}-x|<{\frac {\varepsilon }{2}}\qquad |y_{n}-y|<{\frac {\varepsilon }{2}}}
ed è sufficiente scegliere il più grande degli indici {\displaystyle n_{0}=\max(n_{1},n_{2})} affinché valgano entrambi i limiti. Allora, secondo la definizione:
{\displaystyle |(x_{n}+i\cdot y_{n})-(x+i\cdot y)|\leq |x_{n}-x|+|y_{n}-y|=|z_{n}-z|<{\frac {\varepsilon }{2}}+{\frac {\varepsilon }{2}}=\varepsilon }
quando {\displaystyle n>n_{0}}. Viceversa, se per {\displaystyle n>n_{0}} si ha:
{\displaystyle |(x_{n}+i\cdot y_{n})-(x+i\cdot y)|<\varepsilon }
allora si ha anche:
{\displaystyle |x_{n}-x|\leq |(x_{n}+i\cdot y_{n})-(x+i\cdot y)|<\varepsilon \qquad |y_{n}-y|\leq |(x_{n}+i\cdot y_{n})-(x+i\cdot y)|<\varepsilon }

## Successioni di funzioni
Sia {\displaystyle f_{n}(z):E\to \mathbb {C} } una successione di funzioni complesse su un dominio {\displaystyle A} del piano complesso. Si dice che {\displaystyle \{f_{n}\}} converge puntualmente alla funzione {\displaystyle f(z)} in {\displaystyle A} se:
{\displaystyle \lim _{n\to \infty }f_{n}(z)=f(z)\qquad \forall z\in A}
Si dice che converge uniformemente alla funzione {\displaystyle f(z)} in {\displaystyle A} se:
{\displaystyle \lim _{n\to \infty }\sup _{E}\mid f_{n}(z)-f(z)\mid =0}
Si vede facilmente che se si verifica:
{\displaystyle f_{n}(z)=u_{n}(x,y)+i\cdot v_{n}(x,y)\qquad f(z)=u(x,y)+i\cdot v(x,y)}
allora {\displaystyle \{f_{n}\}\to f} rispettivamente puntualmente e uniformemente se e solo se {\displaystyle u_{n}\to u} e {\displaystyle v_{n}\to v} rispettivamente puntualmente e uniformemente .

## Criterio di Cauchy
Il criterio di Cauchy sulle successioni di funzioni complesse uniformemente convergenti afferma che {\displaystyle \{f_{n}\}\to f} se e solo se esiste un numero {\displaystyle M\geq 0} tale che:
{\displaystyle f_{n}(z)\leq M\qquad \forall z\in A}
e tale che per ogni {\displaystyle \varepsilon >0} esiste un indice {\displaystyle n_{\varepsilon }} tale per cui:
{\displaystyle \sup _{E}\mid f_{n}(z)-f_{m}(z)\mid \leq \varepsilon \qquad \forall n,m\geq n_{\varepsilon }}